# Брат нашего Бога
«Брат нашего Бога» (пол. Brat naszego Boga) — художественный фильм режиссёра и сценариста Кшиштофа Занусси, снятый в 1997 году по одноименной пьесе Кароля Войтылы — будущего Папы Римского Иоанна Павла II, в молодости увлекавшегося сценой.
Совместное производство Польши, Италии и Германии. Слоган — «Быть добрым, как хлеб».

## Сюжет
Глубокая, универсальная история о человеке, который хотел улучшить мир не через кровь и войны, а через любовь и восстановление достоинства каждого человека. Фильм-биография польского повстанца, талантливого художника, Альберта Хмелёвского, монаха, посвятившего себя полностью помощи бедным и больным.
Фильм рассказывает о жизни основателя католических конгрегаций альбертинцев и альбертинок Альберта Хмелёвского, канонизированного Римско-католической Церковью.
В театре готовятся к спектаклю. Исполнитель главной роли рассказывает о своём герое, Адаме Хмелёвском, более известном как духовник брат Альберт. Постепенно действие переносится из театральной гримёрки на сцену, а затем на улицу и в XIX век — в вечный город Краков.

## В ролях
- Скотт Уилсон — брат Альберт (Альберт Хмелёвский)
- Анджей Дескур — Альберт Хмелёвский в молодости
- Кристоф Вальц — Макс
- Войцех Пшоняк — незнакомец
- Андрей Руденский — Станислав
- Джерри Флинн — Люциан
- Мацей Орлось — Ежи
- Гражина Шаполовская — пани Гелена
- Анджей Жарнецкий — муж пани Гелены
- Тадеуш Брадецкий — теолог
- Эугения Херман — пожилая дама
- Кшиштоф Кумор — дядя Йозеф
- Пётр Адамчик — Хуберт
- Павел Бурчик — Себастьян
- Ежи Новак — Антони
- Ян Юревич — Стефан
- Риккардо Куччолла — монах
- Кшиштоф Янчар — Виктор
- Лев Рывин — бургомистр
- Славомира Лозиньская — нищенка
- Эугениуш Привезенцев — нищий
- Рафал Валентович — нищий
- Мирослав Зброевич — нищий
- Анджей Руг — нищий
- Марек Пробош — монах
- Ежи Моес — монах

## Награды
- 1999 — Приз жюри Международного кинофестиваля в Тегеране за лучший сценарий Кшиштофу Занусси и Марио ди Нардо.